# Leslie Cheetham
Leslie Cheetham (ur. 8 października 1925 w Bolton, zm. w maju 1998 tamże) – brytyjski zapaśnik walczący w stylu wolnym. Olimpijczyk z Helsinek 1952, gdzie odpadł w eliminacjach w kategorii 52 kg.
Mistrz kraju w 1951 (58 kg).
- Turniej w Helsinkach 1952

Przegrał z Heinim Weberem z Niemiec i Hasanem Gemicim z Turcji.